# 東京都道212号三宅循環線
東京都道212号三宅循環線（とうきょうとどう212ごう みやけじゅんかんせん）は東京都三宅村内にある都道である。三宅島を一周する道路であり、周辺の集落を結ぶ道路でもある。

## 路線の概要
- 起点：三宅村伊豆
- 終点：三宅村伊豆

## 周辺の施設
- 三宅村立三宅中学校
- 三宅島空港

## 接続道路
- 東京都道214号伊豆大久保港線
- 東京都道213号中郷坪田港線